# Sauris denigrata
Sauris denigrata là một loài bướm đêm trong họ Geometridae.